# Mestocharella rhois
Mestocharella rhois är en stekelart som beskrevs av Kamijo 1994. Mestocharella rhois ingår i släktet Mestocharella och familjen finglanssteklar. Inga underarter finns listade i Catalogue of Life.